# Mouvement écologiste de Roumanie
Le Mouvement écologiste de Roumanie (en roumain : Mișcarea  Ecologistă  din  România, abrégé en MER) est un parti politique roumain d'idéologie écologiste ayant existé dans les années 1990.

## Histoire
Représenté au Parlement roumain lors de la première législature faisant suite à la révolution (1990-1992), le Mouvement écologique de Roumanie échoue à maintenir sa représentation lors des élections de 1992.
En 1996, il rejoint la coalition Union nationale du centre, aux côtés du Parti humaniste roumain et du Parti démocrate agraire de Roumanie, sans que cela ne lui permette de faire son retour au Parlement.
En 1998, il se fond dans la Fédération écologiste de Roumanie, qui rejoint la Convention démocratique roumaine par la suite.

## Résultats électoraux

### Élections parlementaires
| Année | Chambre des députés | Chambre des députés | Sénat | Sénat   | Gouvernement |
| Année | %                   | Mandats             | %     | Mandats | Gouvernement |
| ----- | ------------------- | ------------------- | ----- | ------- | ------------ |
| 1990  | 2,6                 | 12 / 396            | 2,4   | 1 / 119 | Opposition   |
| 1992  | 2,3                 | 0 / 341             | 2,1   | 0 / 143 | Opposition   |

### Élections présidentielles
| Année | Candidat    | 1er tour | 2e tour |
| ----- | ----------- | -------- | ------- |
| 1992  | Mircea Druc | 3 %      |         |